# Vasiliu Gavriș
Vasiliu Gavriș (n. 1858, Chelința, comitatul Maramureș, Regatul Ungariei- d. secolul al XX-lea, Odești) a fost un deputat în Marea Adunare Națională de la Alba Iulia, organismul legislativ reprezentativ al „tuturor românilor din Transilvania, Banat și Țara Ungurească”, cel care a adoptat hotărârea privind Unirea Transilvaniei cu România, la 1 decembrie 1918.

## Biografie
Studiază teologia la Gherla iar din 1884 până la moarte a fost preot în Odești.